# (15523) Grenville
(15523) Grenville (1999 XE151) – planetoida z pasa głównego asteroid okrążająca Słońce w ciągu 4,62 lat w średniej odległości 2,77 j.a. Odkryta 9 grudnia 1999 roku.